# Albert Rode
Pour les articles homonymes, voir Rode.
Albert Rode (parfois orthographié Albert Rodes), né en 25 janvier 1908 à Paris et mort le 12 octobre 1979 à Paris, est un footballeur français.

## Carrière
Originaire de Paris, Rode joue au football au Cercle athlétique de Montreuil. Il joue attaquant et brille par ses qualités de vitesse. En 1927, il rejoint le Cercle athlétique de Paris, un des principaux clubs parisiens. Son club dispute la finale de la Coupe de France en 1928 mais Rode ne la joue pas.

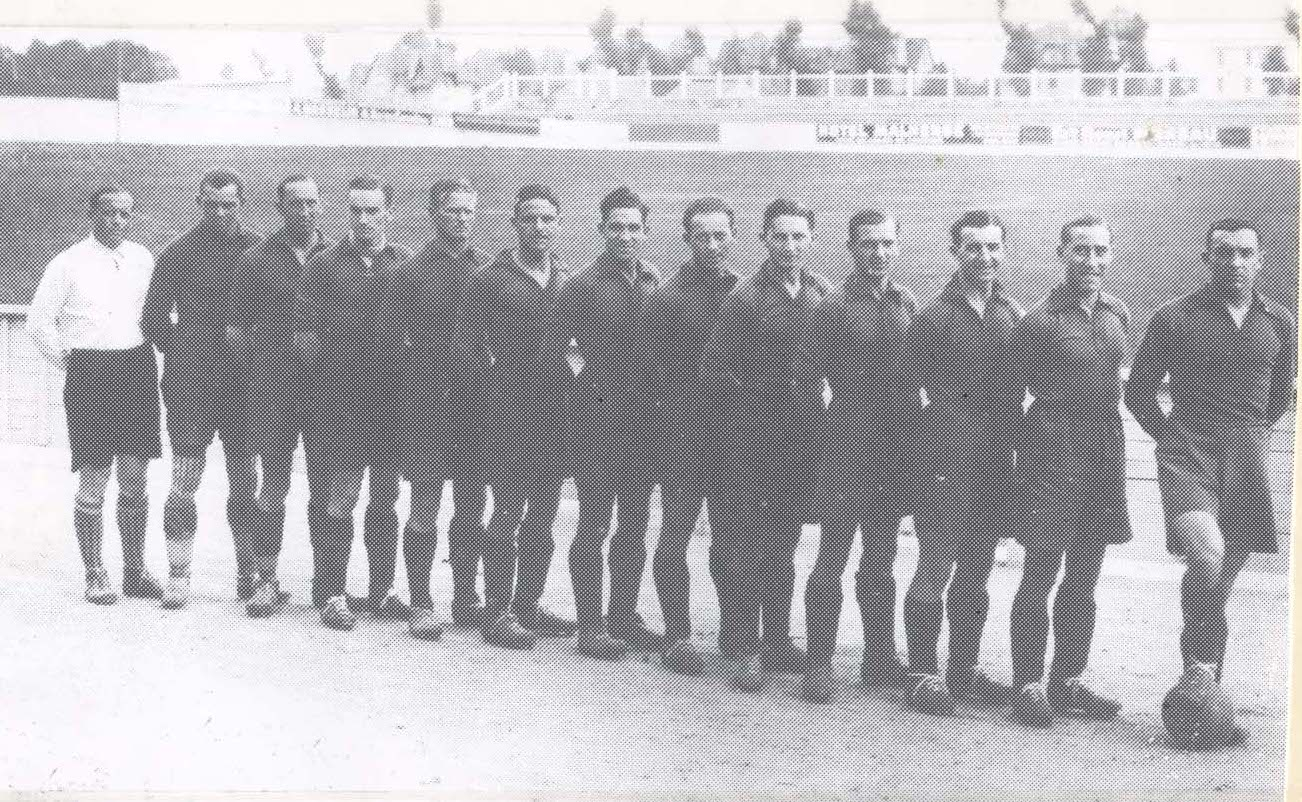
Groupe professionnel caennais pour la saison 1934-1935. Rode est le 6e en partant de la gauche.

Au printemps 1929, il fait son service et joue en sélection militaire. En cours d'année, il est recruté par l'Olympique Gymnaste Club de Nice, avec lequel il dispute une demi-finale de Coupe de France en 1931 et participe aux deux premières éditions du championnat de France de football professionnel, en 1932-1933 et 1933-1934. 
Lors de cette deuxième saison, il est avec dix buts le meilleur buteur en championnat du club niçois, mais ne peut empêcher sa relégation. Il marque notamment un quadruplé en avril 1934 face au Stade rennais.
Alors que l'OGC Nice abandonne le statut professionnel, il signe au Stade Malherbe caennais, qui se lance à son tour dans le professionnalisme, en deuxième division. Il inscrit 15 buts en 25 matchs lors de sa première saison en Normandie, puis 8 buts en 31 matchs la saison suivante. Il reste à Caen jusqu'à l'abandon du professionnalisme par le club normand en 1938.
En 1938-1939, il joue pour le Football Club dieppois, qui dispose cette saison encore d'une équipe professionnelle en deuxième division. En juillet 1939, il obtient l'autorisation de signer au FC Rouen, mais il n'est pas certain qu'il y joue. 
Pendant la Seconde Guerre mondiale, il revient à Caen et joue de nouveau pour le Stade Malherbe, redevenu club amateur, de 1940 à 1944,,.
Il meurt en 1979 à Paris.